# Бунара (Босански Петровац)
Бунара је насељено место у Босни и Херцеговини у општини Босански Петровац. Административно припада Федерацији Босне и Херцеговине, односно њеном Унско-санском кантону. Према попису становништва из 2013. у насељу је било 40 становника, а већинску популацију чинили су Срби.
Највећи део насеља Бунара је након рата у БиХ ушао у састав општине Петровац у Републици Српској.

## Становништво
По последњем службеном попису становништва из 2013. године у овом насељу живело је 40 становника, а село је било етнички хомогено са већинском српском популацијом.
| Националност | 2013. | 1991.        | 1981.        | 1971.        |
| Бошњаци      | —     | 0            | 0            | 1 (0,62%)    |
| Хрвати       | —     | 4 (3,77%)    | 1 (0,81%)    | 5 (3,11%)    |
| Срби         | —     | 102 (96,23%) | 116 (93,55%) | 154 (95,65%) |
| Југословени  | —     | 0            | 7 (5,64%)    | 0            |
| остали       | —     | 0            | 0            | 1 (0,62%)    |
| Укупно       | 40    | 106          | 124          | 161          |